# Friedrich Rose (Politiker)
Friedrich Rose (* 23. Februar 1869 in Bremen; † 2. Oktober 1932 in Bremen) war ein Bremer Bürgerschaftsabgeordneter (SPD).

## Biografie
Rose besuchte die Volksschule und erlernte den Beruf eines Buchdruckers. Bis 1899 arbeitete er als Schriftsetzergehilfe. Von 1899 bis 1905 war er Angestellter und von 1905 bis 1906 Geschäftsführer der Filiale Bremen der Hamburger Parteidruckerei. Von 1906 bis zu seinem Tode 1932 arbeitete er als Geschäftsführer der Bremer Parteidruckerei.
Er wurde Mitglied der SPD und war Mitglied in der Gewerkschaft. Ab 1900 war er Vorsitzender der Filiale Bremen des Verbandes der Deutschen Buchdrucker und von 1903 bis 1905 Vorstandsmitglied der SPD in Bremen. Er war in der 12. bis 15. Wahlperiode von 1902 bis 1918 Mitglied der Bremischen Bürgerschaft. 1927 nahm er die Funktion eines SPD-Distriktführers war und die eines Aufsichtsratsmitgliedes der Volks- und Sparbank in Bremen und der Siedlungs- und Wohnungsgesellschaft Bauhütte Hansa in Bremen.